# Sygnał wywoławczy agresji
Sygnały wywoławcze agresji – według twórcy pojęcia, Leonarda Berkowitza, są to „Bodźce skojarzone z czynnikami wzbudzającymi gniew aktualnie lub w przeszłości. Własność takiego sygnału mogą mieć też obiekty mające jakiś związek z agresją w ogólności”. Koncepcja ta nawiązuje do teorii warunkowania klasycznego.
Berkowitz nie zgadzał się z teorią frustracji-agresji autorstwa Johna Dollarda, w której twierdzono, że jedyną i wystarczającą przyczyną zachowań agresywnych jest frustracja. W związku z tym przeformułował tę teorię, wprowadzając do niej pojęcie sygnałów (bodźców) wywołujących agresję.

## Eksperyment Berkowitza
Berkowitz przeprowadził w 1967 razem z Anthonym LePage eksperyment, w którym osoby badane były najpierw gniewane przez „pomocnika” (pomocnik nisko oceniał napisany przez nich esej i wymierzał im jako karę wstrząsy elektryczne). Następnie badani mieli okazję ocenić w ten sam sposób esej „pomocnika” i również go ukarać. Okazało się, że siła wstrząsów, jakie serwowali swojemu „ciemiężycielowi” (czyli siła agresywnego zachowania), zależała od dwóch czynników:
1. ilości i siły wstrząsów, które otrzymali od „pomocnika”, czyli siły wcześniejszej frustracji;
2. obecności przedmiotów w pomieszczeniu (sygnałów lub bodźców) – jeśli w pomieszczeniu były bodźce skojarzone z agresją (np. pistolet), to badani wymierzali o wiele silniejsze wstrząsy „pomocnikowi”, który ich wcześniej frustrował niż wtedy, gdy w pomieszczeniu były bodźce niezwiązane z agresją (np. rakieta tenisowa).

## Wnioski
Swoje eksperymenty Berkowitz interpretował jako dowód na to, że jedyną konieczną przyczyną agresji jest frustracja. Frustracja prowadzi jedynie do pobudzenia, agresja jednak jest wywołana dopiero wtedy, gdy pojawi się bodziec skojarzony z nią (np. werbalna obraza, przekleństwo, pistolet lub sygnał indywidualnie skojarzony z agresją np. „zły sąsiad”). Im silniejsza frustracja – twierdził Berkowitz – tym słabszy bodziec wywoływać będzie agresywne zachowanie, zaś im słabsza frustracja, tym silniejszy musi być ten bodziec.

## Rozwinięcie teorii
Dalsze badania dowiodły, że sama obecność bodźców silnie skojarzonych z agresją (np. broni) automatycznie wywołuje myśli i pojęcia o agresywnej treści. Badacze doszli więc do wniosku, że sygnały skojarzone z agresją mogą wywołać zachowania agresywne nawet pod nieobecność pobudzenia fizjologicznego (czy frustracji). Skłoniło to ich do sformułowania twierdzenia: „Nie tylko palec pociąga za spust, także spust może pociągać palec”. Zjawisko to figuruje w literaturze pod postacią „efektu broni”.
Praktycznym wnioskiem z tego ustalenia było np. to, że oglądanie przez dzieci filmów, w których pojawiają się zachowania agresywne oraz kupowanie zabawek o agresywnej konotacji (pistolety, miecze, żołnierzyki itp.) będzie nasilać zachowania agresywne.
Ostatecznie więc Berkowitz wycofał się ze swojego kategorycznego twierdzenia o tym, że aby pojawiło się zachowanie agresywne muszą być spełnione dwa warunki: osoba musi być sfrustrowana i w otoczeniu (lub wyobraźni) muszą pojawić się bodźce skojarzone z agresją. Okazało się bowiem, że same bodźce (bez jednoczesnej frustracji) mają moc wywołania zachowania agresywnego. To spostrzeżenie jest kluczowe w innej teorii powstawania agresji – teorii agresji wyuczonej.